# Hanover (Wirginia)
Hanover – jednostka osadnicza w Stanach Zjednoczonych, w stanie Wirginia, w hrabstwie Hanover.